# S3W (原子炉)
S3W（S3W Submarine Fleet Reactor: SFR）はアメリカ海軍の原子力艦艇向け発電・推進用原子炉である。本項では、S3WのバリエーションであるS4Wについても述べる。
型式名のS3Wは以下のような意味である。
- S = 潜水艦用
- 3 = 設計担当メーカにおける炉心設計の世代
- W = 設計担当メーカ（ウェスチングハウス）

この原子炉は、USS ノーチラス (SSN-571) に搭載された加圧水型炉 (S2W) の設計を改善したものである。S3Wでは蒸気発生器の細管が横置きのU字型となっている。蒸気発生器のU字型細管はS5Wで縦置きとされ、現在の商用加圧水型炉でも一般的なものになっている。
機器構成以外でのS2Wとの違いは、出力が約半分な点である（S2Wの熱出力70MWtに対し、38MWt）であり、S2Wの縮小版であると言える。出力を半分にすることで、原子炉システムの重量削減が模索されたものだが、放射線遮蔽や機械重量は出力に比例して半減させられるわけではなく、出力は半分でも重量は60%程度あり、小型化は現実的ではないことが判明した。
S3WはUSS ハリバット (SSGN-587) とスケート級原子力潜水艦のUSS スケート (SSN-578) およびUSS サーゴ (SSN-583) に搭載された。

## S4W
S4W（S3W Submarine Fleet Reactor: SFR）は、S3Wと同じ炉心・同じ構成機器を用いて、機器配置を変更したもので、主な変更点はS1WやS2Wなどと同じく、蒸気発生器を横置きにした点にある。S3Wでは、原子炉区画の前後の交通のために遮蔽されたトンネルが必要だったが、S4Wでは、トンネルではなく遮蔽デッキを設置できた。
スケート級原子力潜水艦のUSS ソードフィッシュ (SSN-579)およびUSS シードラゴン (SSN-584) に搭載された。